# Фортес, Стивен
Стивен Фортес (порт. Steven Fortès; род. 17 апреля 1992, Марсель) — кабо-вердианский футболист, защитник. Выступал за сборную Кабо-Верде.

## Клубная карьера
Фортес — воспитанник французского клуба «Арль-Авиньон». 2 августа 2013 года в матче против «Гавра» он дебютировал в Лиге 2. Летом 2014 года Фортес подписал контракт с «Гавром». 15 августа в матче против «Ньора» он дебютировал за новую команду. 18 сентября 2015 года в поединке против «Дижона» Стивен забил свой первый гол за «Гавр». Летом 2017 года Фортес перешёл в «Тулузу». 2 апреля 2018 года в матче против «Лиона» он дебютировал в Лиге 1. 
В начале 2019 года для получения игровой практики Фортес на правах аренды перешёл в «Ланс». 28 января в матче против «Труа» он дебютировал за новую команду. По окончании аренды клуб выкупил его трансфер.
Летом 2021 года Фортес был арендован бельгийским «Остенде». 10 сентября в матче против «Брюгге» он дебютировал в Жюпиле лиге.

## Международная карьера
31 марта 2015 года в товарищеском матче против сборной Португалии Фортес дебютировал за сборную Кабо-Верде. В 2022 году Лисандро принял участие в Кубке Африке в Камеруне. На турнире он сыграл в против команд Эфиопии, Буркина-Фасо, Камеруна и Сенегала. 